# Македонська енциклопедія
Македонська енциклопедія — перша наукова енциклопедія в Македонії за редакцією МАНМ . Енциклопедія була підготовлена у Лексикографічному центрі, в якому під керівництвом головного редактора академіка Блаже Рістовського працювало 260 співробітників. Надруковано близько 2 тис. примірників за фінансової підтримки Уряду Республіки Македонія . Близько 300 примірників було продано або подаровано. Решту 1700 примірників вилучено з продажу. Спочатку енциклопедія таємно поширювалася в електронному вигляді через Інтернет, а пізніше її можна було безкоштовно звантажити.
Енциклопедія має близько 9000 статей.
У македонській Академії наук і мистецтв планувалося, що «Македонська енциклопедія» буде опублікована в розширеному виданні з кількох томів, що охоплює все, що не було висвітлено або пропущено в цих двох томах, а потім перекладена англійською мовою.

## Просування
- На презентації Енциклопедії Президент МАНМ Георгій Стардєлов[mk] заявив: «Це перша македонська енциклопедія, вільна від інших історичних нашарувань і інтерпретацій, що випливає з принципу мультикультуралізму, а не з етноцентризму. Це не тільки енциклопедія македонського народу, але й македонської держави».

- Проект може не бути повним оглядом життя і розвитку Македонії, але ця робота достовірно показує македонський погляд на культурне та національне політичне минуле і сьогодення і претендує на те, щоб стати об'єктивною, цілісною інформацією про нас і нашу країну. Прем'єр-міністр Никола Груєвський заявив, що своїм об'єктивістським підходом і науковою аргументацією він сприятиме «авторитетному поданню македонського багатовікового існування цього конгломератного етнокультурного балканського регіону і правди про нас у минулому».[2]

## Протести щодо змісту
Випуск енциклопедії викликав протести щодо її змісту і її автори піддаються серйозній критиці.
- Посол США Філіп Рікер в інтерв'ю радіо «Вільна Європа» сказав, що добре, що Груєвський і Ахметі сіли разом за стіл після публікації енциклопедії.[3]

- Мендух Тачі, президент Демократичної партії албанців, оголосив про створення паралельної академії албанців у Македонії, яка б підготувала справжню енциклопедію для албанців.

- Не треба було робити цієї величезної помилки, яку ми вважаємо, зроблено цілеспрямовано. На даний момент, коли державі потрібен повний політичний та етнічний консенсус, не можна завдавати таких низьких ударів по іншій найбільшій етнічній спільноті, сказав Джевад Адемі з Демократичного союзу за інтеграцію, додавши, що ДСІ, як частина уряду, буде домагатися кримінальної відповідальності тих, хто зловживає державними грошима.

- Нова демократія[mk] зажадала, щоб прем'єр-міністр Нікола Груєвський був усунутий від написання Енциклопедії.

- ДПА закликала албанців — членів МАНМ (Алайдіна Абазі[mk], Луана Старова[mk] і Алі Аліу[de]) піти у відставку з посади.

- Перша македонська енциклопедія ставить під загрозу конституційний багатонаціональний характер Македонії, заохочує міжетнічну ненависть, фальсифікує історію албанського народу, ображає почуття кожного албанця, завдає шкоди відносинам з нашими американськими і британськими друзями і з усім цивілізованим світом. Ми просимо МАНМ якнайшвидше вилучити скандальну енциклопедію, залучити албанських експертів до підготовки історії албанців у Македонії, вибачитися перед албанським, американським і британським народом і засудити погляди Блаже Рістовського. В іншому випадку ми будемо вважати, що ті ж уявлення поділяються МАНМ. Ми просимо те ж саме від уряду, який є прихильником цього проекту, сказав Лімані Авдія, представник громадянського руху «Прокинься».

## Анонс нового випуску
Після виходу цього випуску македонської енциклопедії та заміни головного редактора, МАНМ оголосила про розробку нової редакції енциклопедії з головним редактором академіком Митко Маджунковим. Маджунков підкреслив, що необхідно зробити нове розширене видання, додавши, що стара енциклопедія завершена, але в ній багато помилок, не тільки матеріальних, але й фактичних помилок щодо цілих регіонів і народів, стосовно албанців і стосовно македонської культури в цілому.